# Balistes vetula
Balistes vetula, thường được gọi là cá bò nữ hoàng, là một loài cá biển thuộc chi Balistes trong họ Cá nóc gai. Loài này được mô tả lần đầu tiên vào năm 1758.
Trong tiếng Anh, loài này còn được gọi với cái tên là old wife.

## Phân bố và môi trường sống
B. vetula được phân bố khá rộng rãi ở Đại Tây Dương. Ở phía đông Đại Tây Dương, chúng được biết đến tại đảo Ascension, quần đảo Cape Verde, Azores và dọc theo bờ biển Tây Phi: từ Maroc đến Angola. Ở phía tây, được tìm thấy tại tỉnh Newfoundland và Labrador (Canada) về phía nam dọc theo Hoa Kỳ, bao gồm cả Bermuda, Bahamas; trong vịnh Mexico, từ Florida Keys về phía bắc tới Tampa, Florida; từ Tuxpan dọc theo bán đảo Yucatan đến Cuba, trên khắp biển Caribe; dọc theo Nam Mỹ đến Cabo Frio, Brazil, bao gồm cả đảo Trinidad.
B. vetula ưa sống ở những khu vực cát đá mọc nhiều rong tảo và xung quanh các rạn san hô, ở độ sâu có thể lên đến 275 m, nhưng thường trong khoảng 3 – 30 m trở lại.
Đã có sự suy giảm số lượng của loài này ở vịnh Guinea và một phần ở Brazil do việc khai thác, đánh bắt quá mức. Vì thế mà B. vetula được liệt vào danh sách Loài sắp bị đe dọa.

## Mô tả
B. vetula trưởng thành dài khoảng 60 cm. B. vetula có thân hình bầu dục, hơi có màu xanh lục hoặc lam xám ở thân trên; màu vàng cam ở phần ngực và bụng. Có hai dải màu lam sáng chạy từ mõm xuống dưới và ở phía trước vây ngực. Xung quanh mắt có nhiều lằn đen tỏa ra. Môi có vòng xanh. Thùy đuôi nhọn, có hình lưỡi liềm, viền xanh; cuống đuôi cũng có dải màu xanh. Vây lưng, vây ngực và vây hậu môn nhô cao với các đường viền màu xanh.
Số ngạnh ở vây lưng: 3; Số vây tia mềm ở vây lưng: 29 - 32; Số ngạnh ở vây hậu môn: 0; Số vây tia mềm ở vây hậu môn: 27 - 29.
Thức ăn của B. vetula là những loài giáp xác nhỏ sống tầng đáy và cầu gai. B. vetula có thể bơi theo đàn hoặc sống đơn độc.
B. vetula được đánh bắt để phục vụ cho ngành thương mại cá cảnh và làm thực phẩm. Tuy nhiên, gan của chúng có độc và thường dùng làm thuốc.

## Hình ảnh

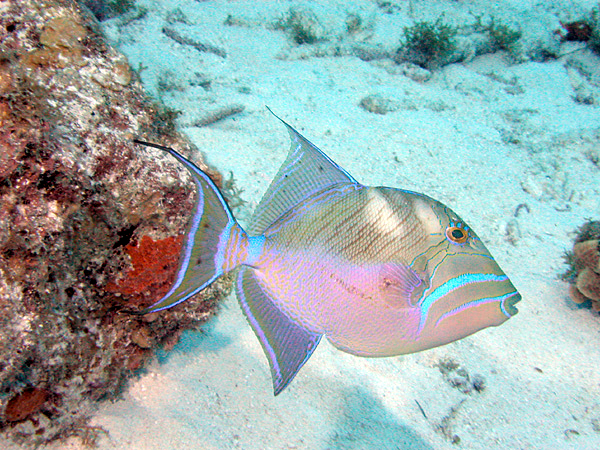
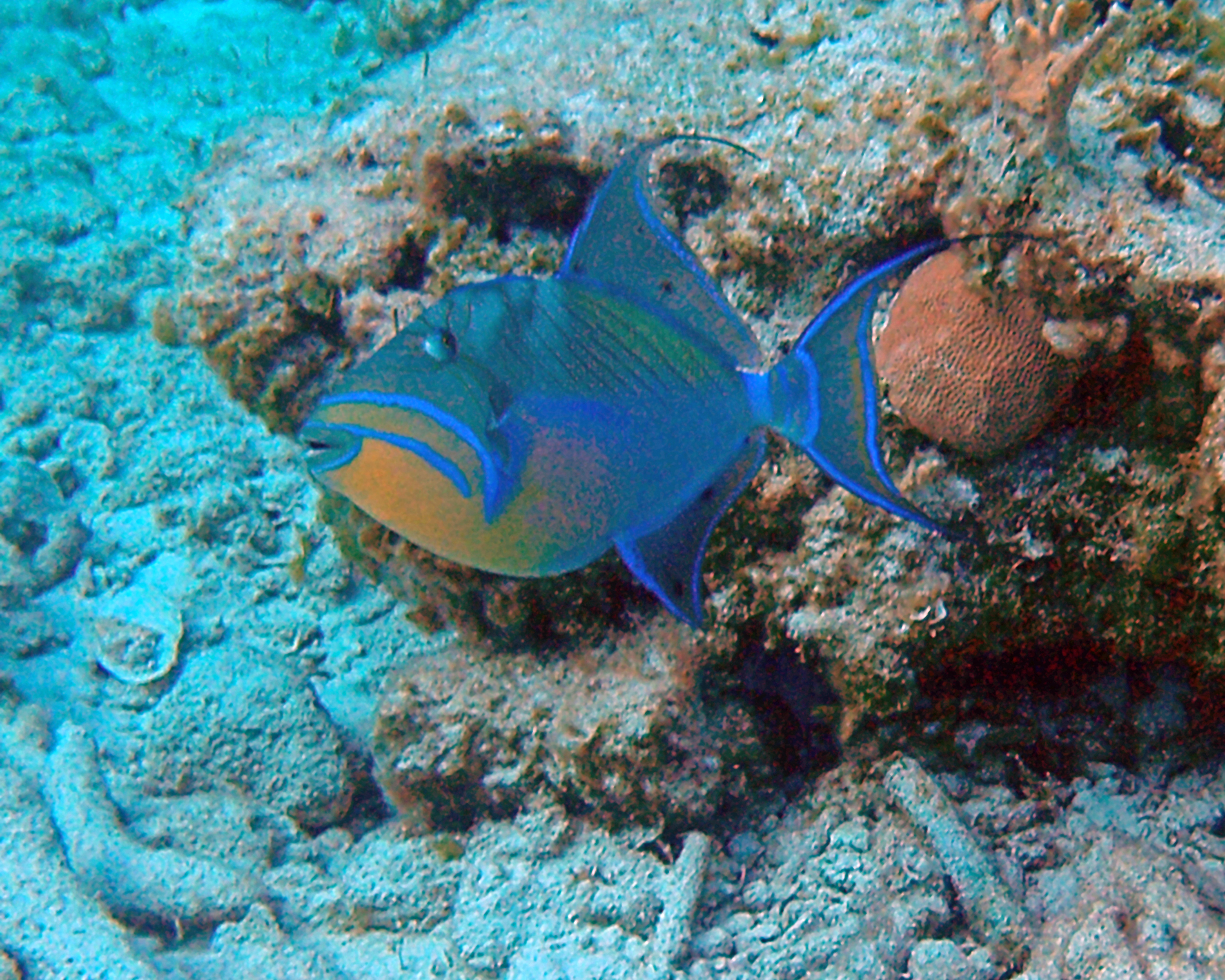
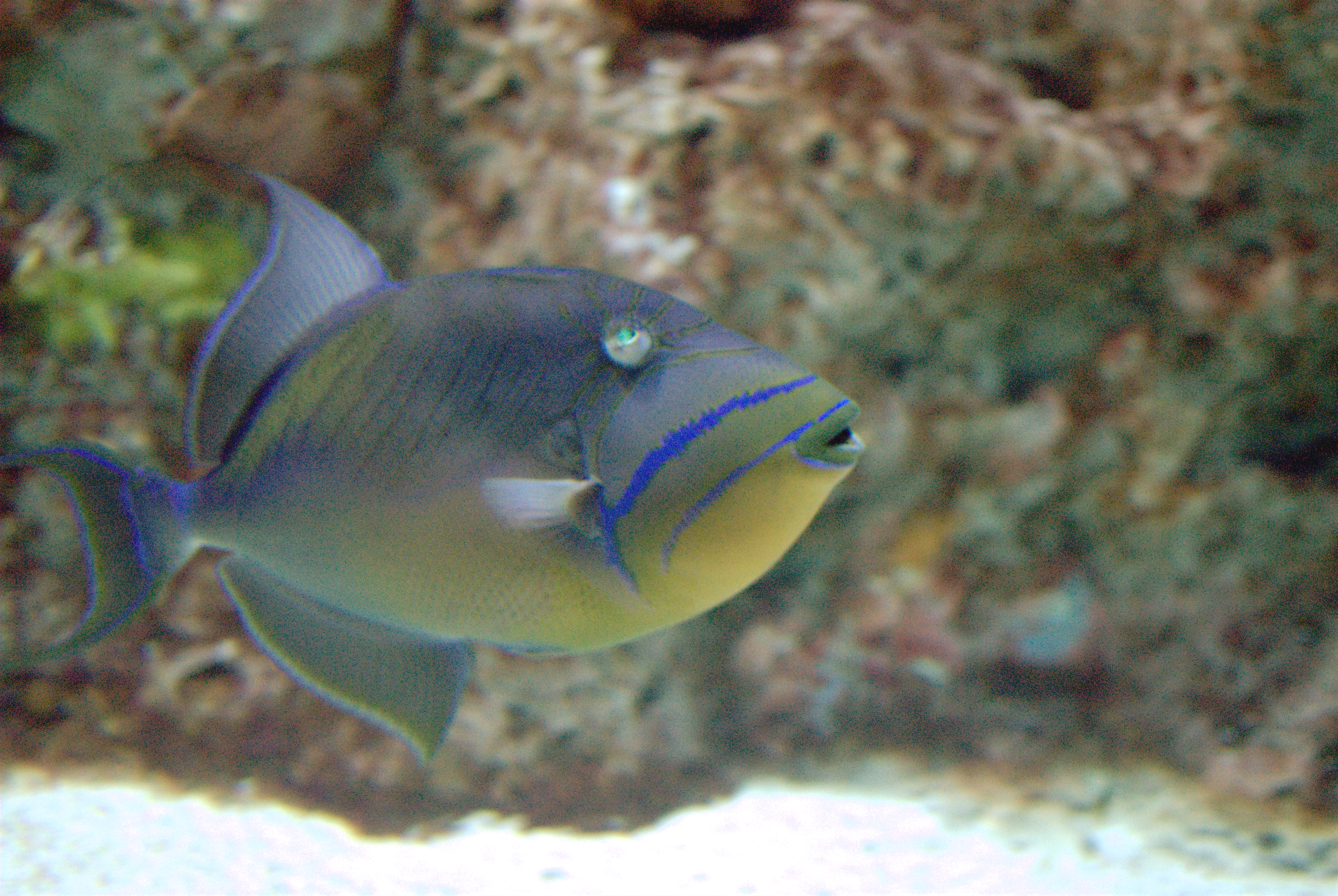
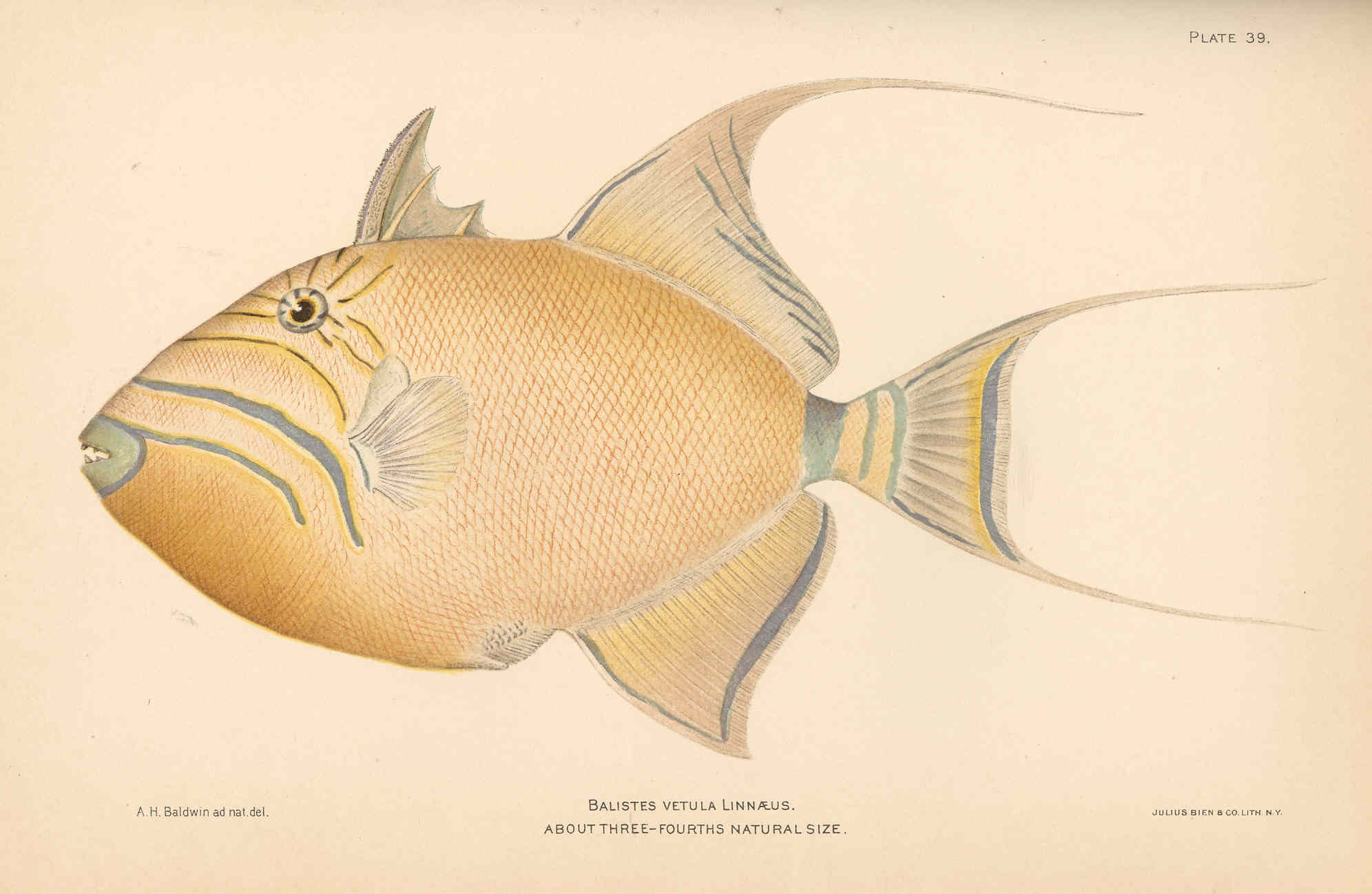